# Lobnoïe mesto
Lobnoïe mesto (en russe : Лобное место) est un monument de l'architecture russe médiévale situé sur la Place Rouge, en face de la cathédrale Basile-le-Bienheureux, à Moscou en Russie. Il a la forme d'un piédestal, d'une plate-forme en pierre. Créé vraisemblablement au XVIIe siècle, il était utilisé avant 1917 pour les prêches durant les processions les jours de fêtes orthodoxes, ainsi que pour annoncer à la population les décisions du tsar prises par décret, ou encore pour les exécutions publiques de châtiments corporels et de la peine de mort.     

## Étymologie
En langue russe, les mots lobnoïe mesto sont souvent utilisés pour désigner un échafaudage. La racine du mot lobnoïe est lob qui signifie front et mesto qui signifie place, endroit.
Les termes lobnoïe mesto, littéralement place frontale apparaissent dans la langue russe avec la traduction de l'évangile selon Jean du verset 17 du chapitre 19 : « Jésus, portant sa croix, arriva au lieu du crâne, qui se nomme en hébreu Golgotha. » (Jn 19. 17). En hébreu et en araméen, la signification du terme Golgotha est également lieu du crâne.

## Historique
Lobnoïe mesto fut le lieu de la manifestation du 25 août 1968 sur la Place Rouge.